# Lena Charlotte Reißner
Lena Charlotte Reißner née le 14 novembre 2000 à Gera, est une coureuse cycliste allemande. Spécialiste de la piste, elle est notamment championne d'Europe de poursuite par équipes en 2021.

## Palmarès sur piste

### Jeux olympiques
- Paris 2024
  - 6e de la poursuite par équipes

### Championnats du monde
| Édition / Épreuve              | Scratch | Poursuite par équipes |
| Berlin 2020                    | 16e     |                       |
| Saint-Quentin-en-Yvelines 2022 | 4e      | 6e                    |
| Ballerup 2024                  |         | Argent                |

### Coupe des nations
- 2021
  - 3e de la poursuite à Cali
- 2023
  - 2e de la poursuite par équipes à Milton

### Championnats d'Europe
| Édition / Épreuve          | Poursuite par équipes | Course aux points | Scratch | Américaine |
| Aigle 2018 (juniors)       | Bronze                |                   |         |            |
| Gand 2019 (espoirs)        | Bronze                |                   |         |            |
| Fiorenzuola 2020 (espoirs) | Argent                |                   |         |            |
| Granges 2021               | Or                    |                   |         |            |
| Anadia 2022 (espoirs)      | Bronze                |                   |         |            |
| Munich 2022                |                       | 12e               |         |            |
| Granges 2023               |                       |                   | 16e     | 7e         |
| Apeldoorn 2024             | Bronze                |                   |         |            |

### Championnats d'Allemagne
- 2016
  -  Championne d'Allemagne de poursuite par équipes juniors
- 2018
  -  Championne d'Allemagne de poursuite par équipes juniors
- 2022
  -  Championne d'Allemagne de course à l'américaine (avec Lana Eberle)
- 2023
  -  Championne d'Allemagne de course derrière derny
- 2024
  -  Championne d'Allemagne de poursuite par équipes
  -  Championne d'Allemagne de course derrière derny